# Брюссельський коридор
Брюссельський коридор (також Коридор Брюссель-Валлонія, Деексклавізація Брюсселя, фр. Un couloir francophone) — запропонований в 2008 році план по адміністративно-територіальної реорганізації Фландрії з метою з'єднати де-факто франкомовний (де-юре двомовний) Брюссель з Валлонією і припинити його ізоляцію всередині Фландрії.

## Пропозиція

В основному франкомовні регіони Брюсселя і Валлонії.

Синт-Генезіус-Роде — комуна, частину території якої передбачалося виділити для створення моста між Валонією і Брюсселем.

Пропозиція з'явилась під час чергової політичної кризи в Бельгії з метою дозволити політичне протистояння між нідерландмовними фламандцями і франкофонами, які переважають в Брюсселі і Валлонії. Запропонований франкомовний коридор, який пов'язав би Валлонію з Брюсселем, міг би покінчити з територіальною ізоляцією Брюсселя у Фландрії.
Брюссель є офіційно двомовним (нідерландська і французька мова), але в основному франкомовний (на 80-85%).
Франкомовна газета столиці Ле Суар в червні 2008 видала схеми запропонованого коридору, який буде «викроєний» з території пільгово-франкомовного муніципалітету Синт-Генезіус-Роде. За планом в довжину він матиме 2,5 км і близько 0,5 км в ширину і пройде між брюссельським районом Уккль і Ватерлоо в Валлонії, передавши вузьку смугу Суаньского лісу від фламандців до франкофонів. В обмін на створення коридору, франкофони згодні розпустити змішаний виборчий округ Брюссель-Халле-Вілворде, яким вже багато десятиліть незадоволені фламандці.

## Критика
- Фламандці не бажають втрачати території (нехай навіть такі незначні).
- Крім того, передана територія буде занадто мала, щоб зняти проблему зростання Брюссельської периферії або ж стимулювати зростання Брюсселя тільки в сторону Валлонії.
- Якщо ізоляція Брюсселя всередині Фландрії припиниться, його двомовний статус втратить будь-який сенс, тому що, не будучи більш ізольованими, франкофони столиці втратять і без того слабкий стимул вивчати нідерландську.

## Жарти
Багато газет писали, що передача частини малонаселеного лісового заповідника від фламандців до франкофонів, можливо, змінила б лінгвістичний статус його єдиних постійних жителів - білок, які перейдуть з нідерландської на французьку.